# Nortonia bisuturalis
Nortonia bisuturalis är en stekelart som först beskrevs av Henri Saussure.  Nortonia bisuturalis ingår i släktet Nortonia och familjen Eumenidae. Inga underarter finns listade i Catalogue of Life.